# Alberto Quadrio Curzio
Alberto Quadrio Curzio (Tirano, 25 dicembre 1937) è un economista ed ex sciatore alpino italiano, Professore Emerito di Economia Politica della Università Cattolica di Milano, Presidente Emerito della Accademia Nazionale dei Lincei.

## Biografia

### Carriera sciistica
In gioventù fu un grande talento dello sci alpino e a Bormio fu allievo del campione olimpico Stefano Sertorelli. Ai Campionati italiani juniores nel 1955 vinse la medaglia d'oro in tutte e tre le specialità previste all'epoca (discesa libera, slalom gigante e slalom speciale), unico atleta oltre a Gustav Thöni a riuscirvi, e abbandonò l'agonismo alla vigilia dei VII Giochi olimpici invernali di Cortina d'Ampezzo 1956 per dedicarsi agli studi. Per Mario Cotelli (allenatore e direttore tecnico dello sci agonistico italiano negli anni 1970) Quadrio Curzio fu l’anticipatore della tecnica degli sci indipendenti (adottata poi da Jean-Claude Killy) e del passo spinta (adottato poi da Thöni).

### Carriera accademica
Si è laureato in Scienze politiche nel 1961 all'Università Cattolica del Sacro Cuore di Milano avendo come relatore Siro Lombardini. In seguito, ha trascorso un periodo di perfezionamento all'Università di Cambridge. Ha insegnato dal 1965 all'Università degli Studi di Cagliari e dal 1968 al 1975 all'Università di Bologna dove è diventato professore ordinario e Preside della Facoltà di Scienze politiche. Dal 1976 al 2010 è stato professore ordinario di Economia politica alla Università Cattolica dove ha fondato e diretto dal 1977 al 2010 il Centro di ricerche in analisi economica (CRANEC) e dove è stato preside della Facoltà di Scienze politiche dal 1989 al 2010.

### Cariche e ruoli accademici
Dal 2011 è professore emerito di Economia politica all'Università Cattolica di Milano dove è anche presidente del centro CRANEC.
Dal 2020 al 2024 è stato Presidente della Fondazione Internazionale Balzan “premio” dove ha ricoperto il ruolo di vicepresidente dal 2014.
È presidente Emerito della Accademia Nazionale dei Lincei, dove è stato presidente dal 2015 al 2018 dopo essere stato, dal 2009, sia vicepresidente sia presidente della Classe di scienze morali, storiche e filologiche. È socio dei Lincei dal 1996. Ha partecipato in rappresentanza dei Lincei al G7 delle Accademie scientifiche in Germania (Berlino 2015) e in Giappone (Tokyo 2016) e ha organizzato il G7 della Accademie in Italia (Roma, Lincei) del 2017 coordinando anche il gruppo di lavoro che ha elaborato il “Joint Statement su New Economic Growth: the role of science, technology, innovation, infrastructure”.
Ha fatto parte della Commissione “Reflection Group on the Spiritual and Cultural Dimension of Europe”, istituita dal Presidente della Commissione europea Romano Prodi nel 2002 per riflettere sui valori che sono di particolare rilevanza per il processo di unificazione europea. La sua linea di pensiero politico-economico è quella del liberalismo sociale e del solidarismo liberale che lo ha portato anche a collaborare a lungo con il cardinale arcivescovo di Milano Carlo Maria Martini.
E' Presidente del Consiglio Scientifico di Fondazione Edison.
È stato nominato per l'anno accademico 2010-2011 Distinguished Academic Visitor al Queens' College di Cambridge e Visiting Research Fellow al Centre for financial analysis & Policy della Judge Business School.
Dal 2013 al 2015 è stato membro dell'Advisory Board del Centre for Financial History, dell'Università di Cambridge. È stato presidente della Società italiana degli economisti, rappresentante degli economisti italiani al CNR per 10 anni, presidente dell'Istituto lombardo di scienze e lettere, membro di varie Accademie scientifiche italiane (Istituto Veneto di Scienze, Lettere ed Arti, Accademia Pontaniana, Accademia delle scienze dell'Istituto di Bologna), della Academia Europæa nella sezione economia e scienze economiche aziendali e manageriali, della Royal economic Society.
È stato membro della commissione “EIB Prize” dal 1995 al 2000 e Presidente del Comitato scientifico delle “Lezioni Paolo Baffi di Moneta e Finanza” della Banca d’Italia nel 2003.
È membro di organi apicali della Casa editrice il Mulino, di Aspen Institute Italia, di Fondazione Compagnia di SanPaolo di altri importanti enti scientifici e culturali.
È fondatore e direttore dal 1984 della rivista del Mulino Economia politica. Journal of Analytical and Institutional economics che dal 2015 è co-edita da Il Mulino e da Springer. È membro del consiglio scientifico di riviste internazionali. Ha tenuto lezioni e seminari in molte università italiane ed estere. Ha avuto diciotto premi scientifici o culturali.
È Ambasciatore dal 2019 della Organization for Women in Science for the Developing World (OWSD), una organizzazione dell’Unesco parte di TWAS (academy of sciences for the developing world) di cui egli è membro dello Steering Committee.
Dalla seconda parte degli anni ’80 fino al 2019 è stato editorialista de Il Sole 24 Ore. Successivamente è stato editorialista di Huffington post italia.

## Ricerca scientifica
La sua ricerca scientifica si è concentrata su tre linee:
a)  La teoria economica delle risorse scarse e della dinamica strutturale con importanti contributi sulla rendita e il progresso tecnico. Già dalla seconda parte degli anni ’60 ha evidenziato con i metodi analitici multisettoriali come i cambiamenti nelle tecnologie strutturali e il progresso tecnico potessero dipendere sia da quelli nella distribuzione del reddito in presenza di rendite sia dal raggiungimento di limiti di scarsità di qualche risorsa sia dalla combinazione dei due citati elementi. Con altri metodi analitici ha anche esaminato il ruolo degli investimenti in istruzione sulla crescita economica.
b)  L’economia istituzionale e applicata con particolare riferimento sia alla economia europea sia italiana mettendo in evidenza due tipologie di fattori per lo sviluppo: le relazioni tra Istituzioni, società ed economia da un lato e dall’altro l’interazione tra i vari livelli della sussidiarietà (verticali e orizzontali) come elementi portanti del liberalismo sociale
c) La storia del pensiero economico con particolare riferimento a quello italiano, a cominciare dall’illuminismo di Cesare Beccaria del secondo ‘700 e alle sue successive estensioni fino ai periodi più recenti individuando una corrente di pensiero che univa il progresso tecno-scientifico (quello degli ingegneri-economisti) e il progresso civile (degli economisti istituzionalisti) nello sviluppo creativo e solidale
La sua opera scientifica, con riferimento alla quale si riporta la principale bibliografia, è stata esaminata e valorizzata con gli “Studi in Onore” sia nel volume, curato da Gilberto Antonelli, Mario Maggioni, Giovanni Pegoretti, Fausta Pellizzari, Roberto Scazzieri, Roberto Zoboli «Economia come scienza sociale. Teoria, istituzioni, storia. Studi in onore di Alberto Quadrio Curzio» - pubblicato da Il Mulino nel 2012 con saggi di 32 suoi colleghi (molti dei quali passati allievi) - sia nel volume curato da Mauro L. Baranzini, Claudia Rotondi, Roberto Scazzieri «Resources, Production and Structural Dynamics» - a lui dedicato e pubblicato dalla Cambridge University Press nel 2015 - con saggi di Mauro L. Baranzini, Claudia Rotondi, Roberto Scazzieri, Luigi L. Pasinetti, D'Maris Dalton Coffman, Heinz D. Kurz, Neri Salvadori, Piercarlo Nicola, Albert E. Steenge, Carlo D'Adda, Faye Duchin, Heinrich Bortis, Kumaraswamy Vela Velupillai, Michael A. Landesmann, Ivano Cardinale, Lilia Costabile, Constanze Dobler, Harald Hagemann, Alessandro Roncaglia, Stefano Zamagni, Pier Luigi Porta, Moshe Syrquin, Marco Fortis, Sunanda Sen, Andrea Goldstein, Keun Lee, Antonio Andreoni. Infine, nel volume di Mauro L. Baranzini e Amalia Mirante «A compendium of Italian economists at Oxbridge» (Palgrave MacMillan 2016) si trova una sintesi valutativa efficacissima soprattutto sulla linea di analisi.

## Pubblicazioni scientifiche
Le sue pubblicazioni scientifiche sono più di 400 di cui molte in lingua inglese; un volume è stato tradotto in lingua cinese. Diversi suoi saggi ed alcuni volumi sono edite da importanti case editrici italiane e straniere (Il Mulino, Giuffré, Vita e Pensiero, Oxford University Press, Cambridge University Press, North Holland, Elsevier, MacMillan, Basil Blackwell, Springer-Verlag, Harriman House).
Nella banca dati Econlit sono registrati oltre 100 record di articoli, saggi e volumi scritti o curati da Alberto Quadrio Curzio.
Le pubblicazioni di Alberto Quadrio Curzio sono presenti in vari altri repertori bibliografici tra cui RePEc (Research Papers in Economics), Elsevier's Scopus, Web of Science by Thomson Reuters, Google Scholar, Publish or Perish (PoP), Microsoft Academic
Tra i principali volumi, saggi in volumi e articoli su rivista:
- Rendita e distribuzione in un modello economico plurisettoriale, Giuffrè, Milano, 1967.
- Investimenti in istruzione e sviluppo economico, Il Mulino, Bologna, 1973.
- Accumulazione del capitale e rendita, Il Mulino, Bologna, 1975.
- Rent, Income distribution and orders of efficiency and rentability, in L. Pasinetti (a cura di), Essays on the theory of joint production, Macmillan, Londra, 1980.
- Un diagramma dell'oro tra demonetizzazione e rimonetizzazione, in «Rivista Internazionale di Scienze Economiche e Commerciali», n. 10-11, ottobre-novembre,  1981, pp. 915–940.
- Sui momenti costitutivi dell'economia politica (con R. Scazzieri), Collana “Protagonisti del pensiero economico”, Il Mulino, Bologna, 1983.
- Technological scarcity: an essay on production and structural change, in M. Baranzini e R. Scazzieri (a cura di), Foundations of Economics. Structures of inquiry and economic theory, Basil Blackwell, 1986, pp. 311–338.
- The exchange production duality and the dynamics of economic knowledge (con R. Scazzieri), in M. Baranzini e R. Scazzieri (a cura di), Foundations of Economics. Structures of inquiry and economic theory, Basil Blackwell, 1986, pp. 377–407.
- The gold problem: economic perspectives, (curatore), Oxford University Press, Oxford 1982; tradotto anche in italiano (1989) ed in cinese (1988)
- Rent, Distribution and Economic Structure: a collection of essays, "Quaderni IDSE", n.1, CNR, Milano, 1990.
- Structural Rigidities and Dynamic Choice of Technologies (con F. Pellizzari), in «Rivista Internazionale di Scienze Economiche e Commerciali», anno XXXVIII, n. 6-7, Milano, giugno-luglio, 1991, pp. 481–517.
- On economic science, its tools and economic reality, in M. Baranzini and G.C. Harcourt (a cura di), The Dynamics of the Wealth of Nations. Growth, Distribution and Structural Change, St. Martin Press, New York, 1993, pp. 246–271.
- Il pianeta diviso. Geo-economia dello sviluppo, Vita e Pensiero, Milano, 1994.
- Innovation, Resources and Economic Growth: Changing Interactions in the World Economy, in Quadrio Curzio A.-Fortis M.-Zoboli R. (eds.), "Innovation, Resources and Economic Growth", Springer-Verlag, Berlin-Heidelberg, 1994
- Risorse, Tecnologie, Rendita (con F. Pellizzari), Il Mulino, Bologna, 1996.
- Noi, l'economia e l'Europa, Bologna, Il Mulino, 1996. Ristampa con Post-fazione, novembre 1996.
- Growth and Productive Structure: A medium-Term Perspective (con M.Fortis), in B.Colombo, P.Demeny e M.F.Perutz (eds.), Resources and Population.  Natural, Institutional, and Demographic Dimensions of Development (Atti della settimana di Studio “Risorse e Popolazione” del 17-22 novembre 1991), Clarendon Press, Oxford, 1996, pp. 137-156
- Rent, in H.D.Kurz e N. Salvadori (eds.), “Elgar Companion to Classical Economics (ECCE)”, Edward Elgar, Cheltenham, 1998, pp.289-293
- Extensive and Intensive rent (con F.Pellizzari), in H.D.Kurz e N. Salvadori (eds.), “Elgar Companion to Classical Economics (ECCE)”, Edward Elgar, Cheltenham, 1998, pp.279-283
- Rent, Resources, Technologies (con F. Pellizzari), Springer-Verlag, Berlin-Heidelberg, 1999.
- Complexity and industrial clusters. Dynamics and models in theory and pratice, (a cura di, in collaborazione con M. Fortis), Physica-Verlag, Heidelberg, pp. 307, 2002. Versione Italiana Quadrio Curzio, A., Fortis, M. (a cura di), Complessità e distretti induatriali. Dinamiche, modelli, casi reali, Bologna, Il Mulino, n°4 collana della Fondazione Edison, 2002
- Sussidiarietà e sviluppo. Paradigmi per l'Europa e per l'Italia, Vita e Pensiero, Milano, 2002.
- Technological Scarcity: an Essay on Production and Structural Change, in H. Hagemann, M. Landesmann, R. Scazzieri (a cura di), The Economics of Structural Change, Edward Elgar, vol. II, 2003, pp. 138–165.
- Europe and Italy: Economic and Institutional Relationship, in «Risec, Rivista internazionale di Scienze economiche e Commerciali, Issue in Honour of Mario Talamona», vol. LI, n. 1, marzo, 2004, pp. 125–132.
- Rent, Technology, and the Environment (con F. Pellizzari), in R. Arena e N. Salvadori (a cura di), Money, Credit and the Role of the State, Essay in Honour of Augusto Graziani, Ashgate, Burlington, USA, 2004, pp. 335–348.
- Research and Technological Innovation: the challenge for a new Europe, (Editor con M. Fortis), Physica-Verlag, Heidelberg 2005
- Economisti ed Economia. Per un'Italia europea: paradigmi tra il XVIII e il XX secolo, Il Mulino, Bologna, 2007.
- Historical stylizations and monetary theory (con R. Scazzieri), in R. Scazzieri, A. Sen e S. Zamagni (a cura di), Markets, Money and Capital. Hicksian Economics for the Twenty-First Century, Cambridge University Press, 2008, pp. 185–203.
- The EU and the Economies of the Eastern European Enlargement, (ed. with M. Fortis), Physica-Verlag, Heidelberg, 2008
- Reflections on the Crisis 2007-2008 (a cura di), in «Economia politica. Journal of Analytical and Institutional Economics», 3/2008, pp. 369–380.
- I fondi sovrani (con V. Miceli), collana "Farsi un'idea", Il Mulino, Bologna, 2009.
- The Greek Crisis and the European Crisis. How to Face Them, in «Economia Politica. Journal of Analytical and Institutional Economics», anno XXVII, n. 1, aprile, 2010, pp. 3–8.
- Sovereign Wealth Funds. A complete guide to state-owned investment funds (con V. Miceli), Harriman House, Petersfield, UK, 2010.
- La Facoltà di Scienze Politiche della Università Cattolica 1989-2010. Profili istituzionali e internazionali nella interdisciplinarietà, Vita e Pensiero, Milano, 2011.
- Economia oltre la crisi, La Scuola, Brescia, 2012.
- L' Europa tra ripresa e squilibri: Eurozona, Germania e Italia (con Marco Fortis), Il Mulino, Bologna, 2014.
- L'economia reale nel Mezzogiorno (a cura di, con Marco Fortis), Il Mulino, Bologna, 2014.
- Il ruolo strategico del sistema metalmeccanico italiano: dai metalli alla meccatronica (a cura di, con Marco Fortis), Il Mulino, Bologna, 2015.
- Riforme, ripresa, rilancio: Europa e Italia (con Marco Fortis), Il Mulino, Bologna, 2016.
- Eurobonds for EMU stability and structural growth, in I.Cardinale, D.Coffman, R.Scazzieri (eds), The Political Economy of the Eurozone, Cambridge University Press, 2017, pp.395-434

## Palmarès

### Campionati italiani juniores
- 3 medaglie[2]:
  - 3 ori (discesa libera, slalom gigante, slalom speciale nel 1955)